# Allgemeines Krankenhaus der Stadt Wien

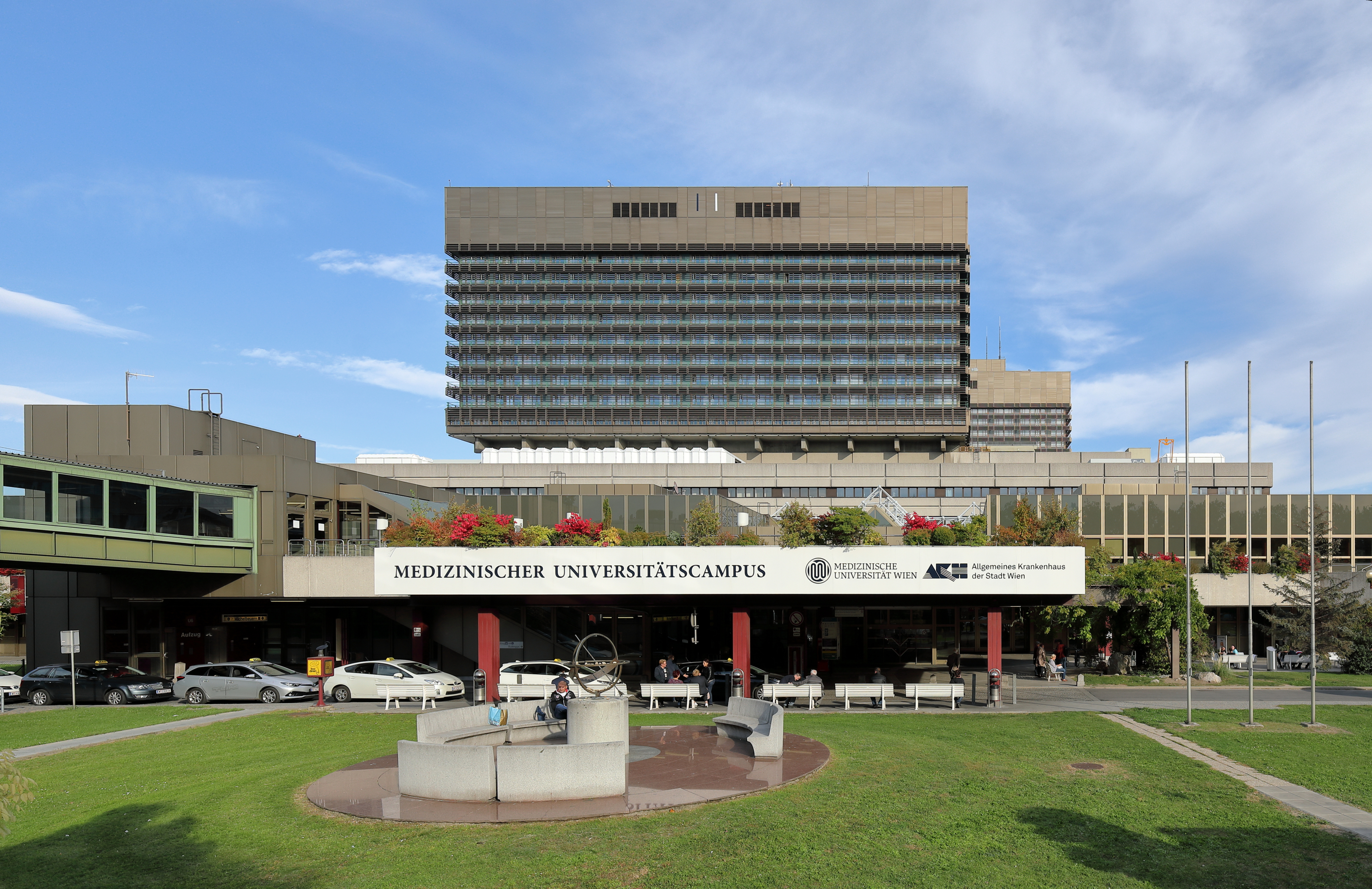
Hauptportal des neuen AKH

Das Wiener Allgemeine Krankenhaus (AKH) ist das Universitätsklinikum der Stadt Wien. Es ist eines der größten Krankenhäuser Europas und das größte Krankenhaus Österreichs. Im globalen Newsweek-Ranking der besten Krankenhäuser konnte es 2024 den 25. Platz belegen. Außerdem ist es Sitz der Medizinischen Universität Wien.

## Altes AKH

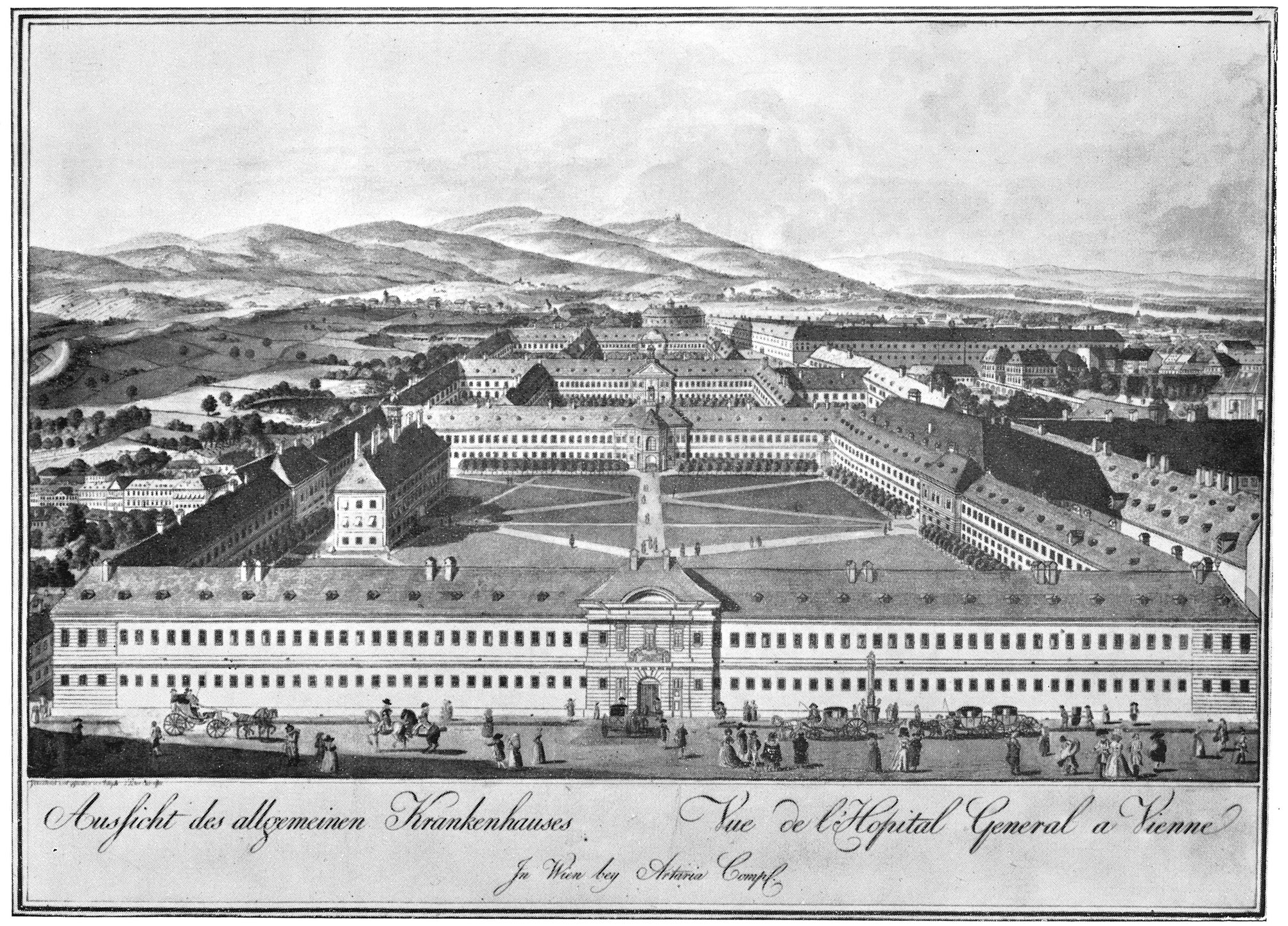
Altes AKH, 1784

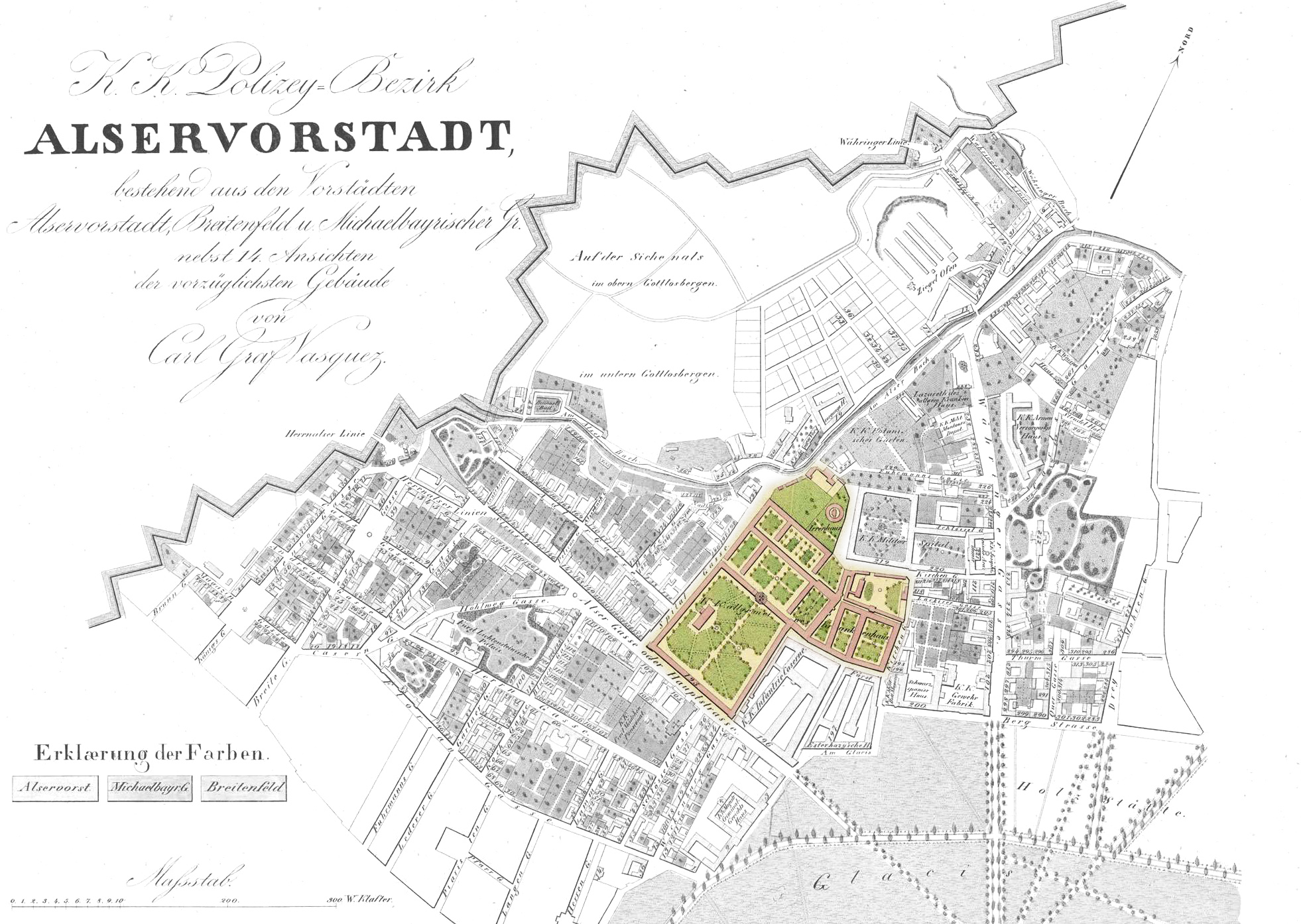
Das AKH um 1830

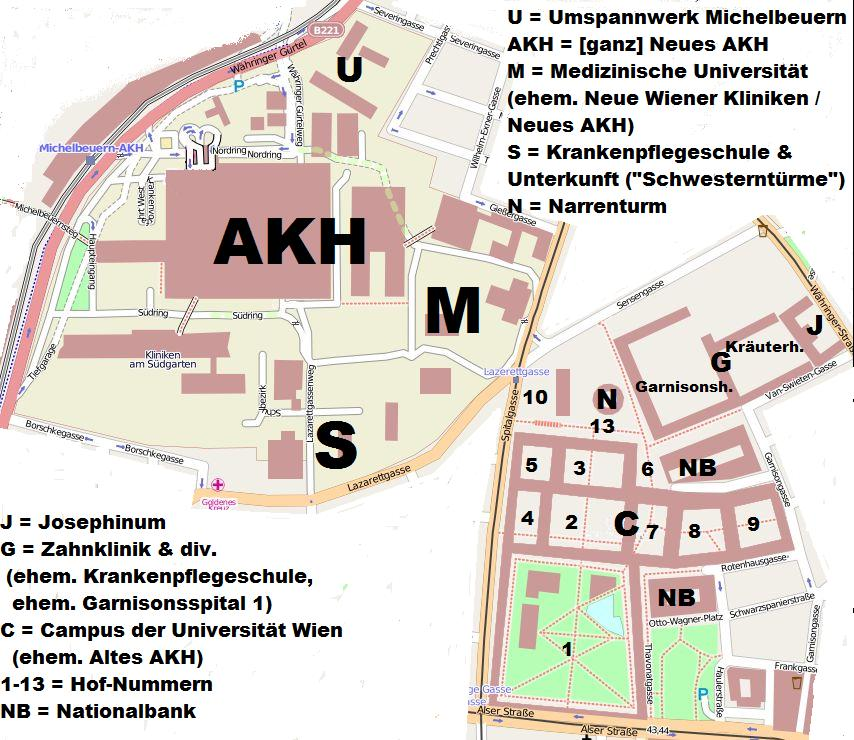
Übersicht über die Häuserblöcke des alten und des neuen AKH

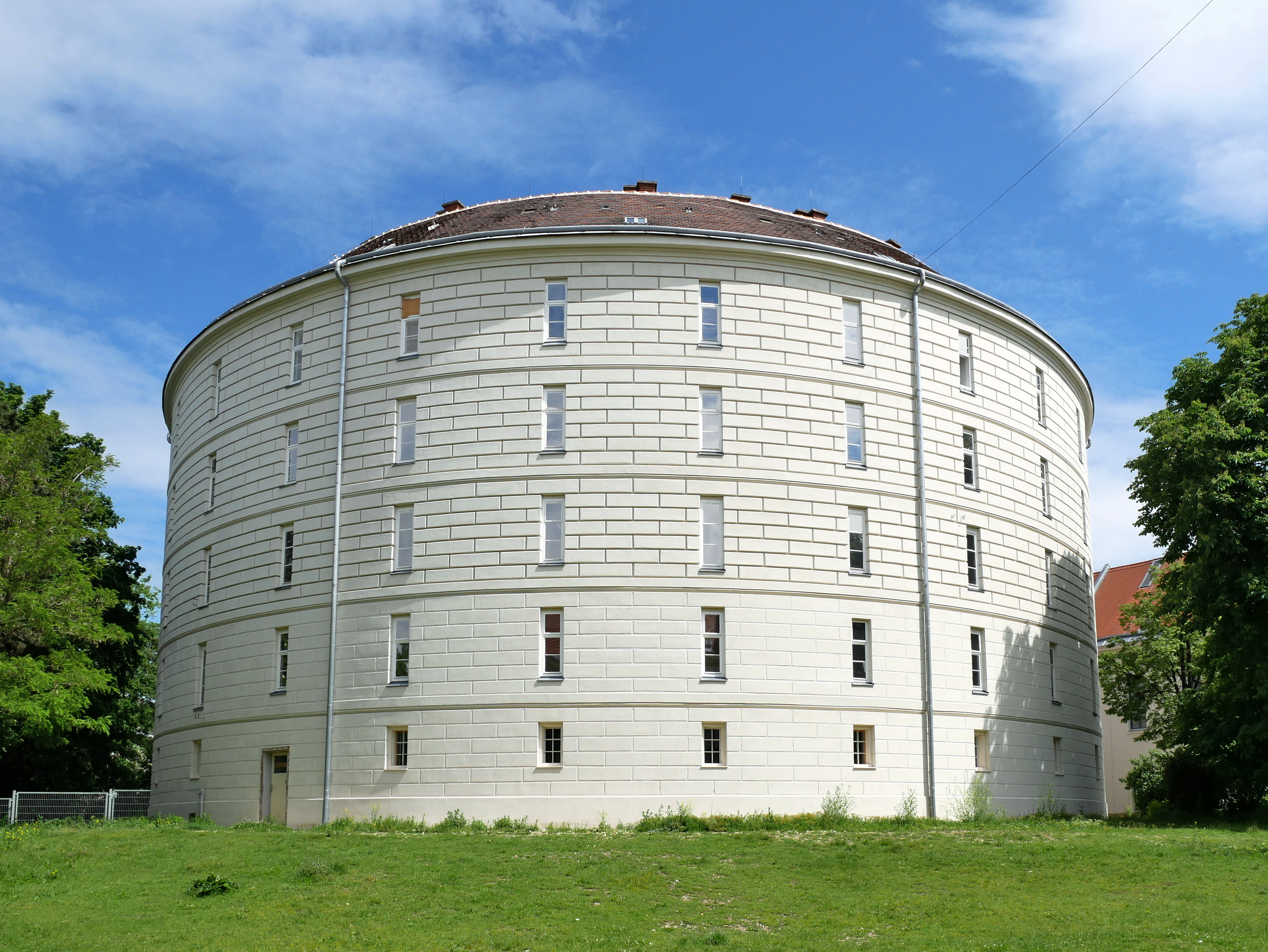
Der Narrenturm erbaut um 1782

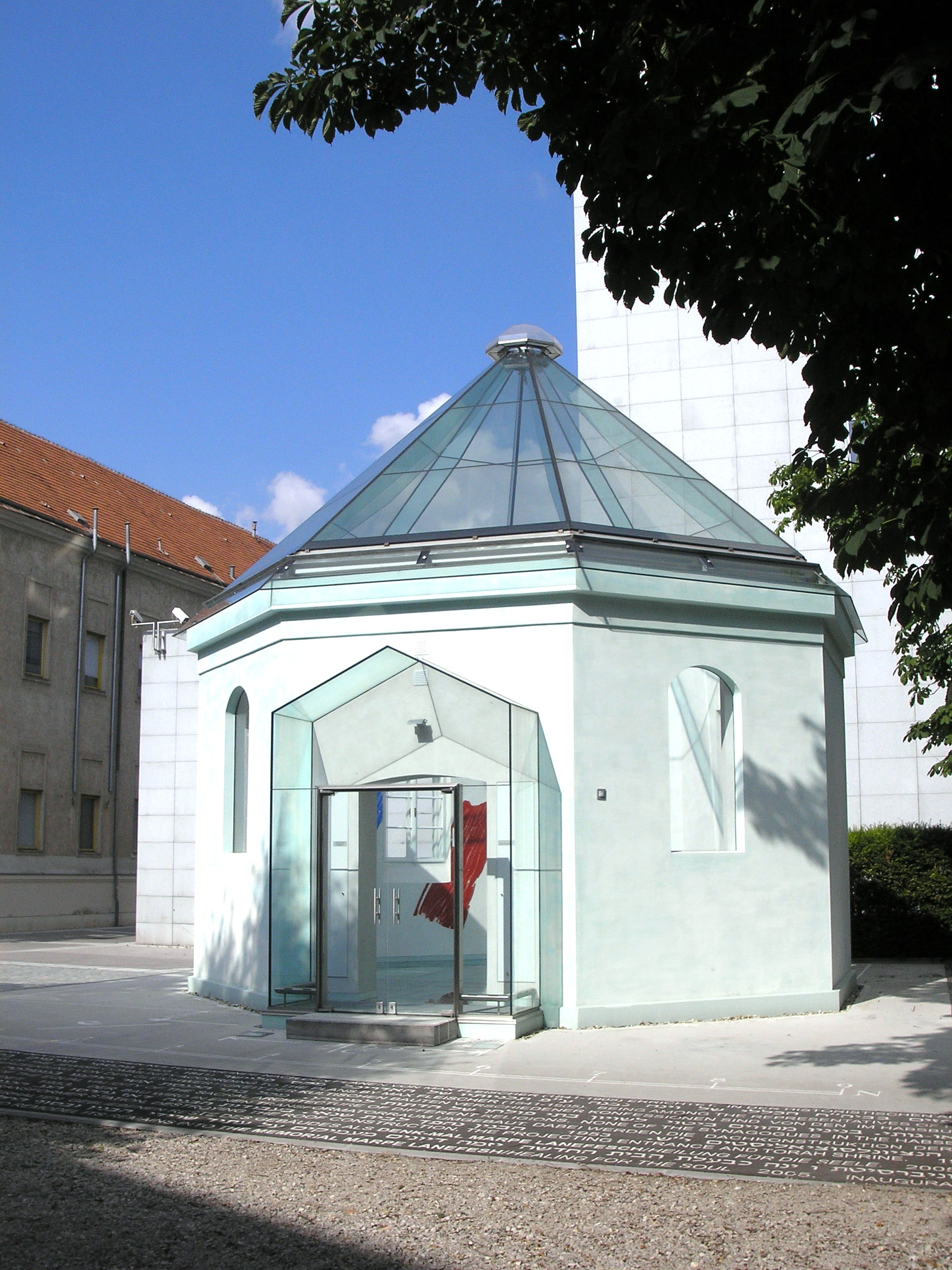
Die Synagoge im alten AKH Wien

Die Ursprünge des Wiener Allgemeinen Krankenhauses gehen auf Johann Franckh zurück, der 1686 nach dem Ende der Zweiten Wiener Türkenbelagerung seine Grundstücke an der Alser Straße (Flur Schaffernack) für die Errichtung eines Soldatenspitals stiftete. Da jedoch zunächst das Geld zur Errichtung der Gebäude fehlte, wurden die Kriegsversehrten samt Familien im bereits auf dem Gelände des heutigen Alten AKH bestehenden Seuchenspital Kontumazhof einquartiert. Erst 1693 ordnete Kaiser Leopold I. die Errichtung des Großarmen- und Invalidenhauses an. 1697 wurde der erste Hof fertiggestellt, in den 1042 Personen einquartiert wurden. Um den Willen Franckhs zu berücksichtigen, bezogen im Trakt an der Alser Straße Kriegsversehrte ihr Quartier, bei den übrigen Bewohnern handelte es sich jedoch um Zivilarme. 1724 lebten bereits 1740 Personen dort. Erweitert werden konnte der Komplex durch das Testament Ferdinands Freiherr von Thavonat, der seinen Besitz nach seinem Tod 1726 dienstunfähigen Soldaten stiftete. Dadurch konnte der bereits begonnene 2. Hof (Ehe- oder Witwenhof, nun Thavonathof genannt) fertiggestellt werden. Auch die durch Zwischentrakte gebildeten Seitenhöfe, der Krankenhof (4.), Wirtschaftshof (5.) und Handwerkerhof (7.) wurden errichtet. 1733, unter Kaiser Karl VI., wurde die Anlage nach Plänen von Matthias Gerl und Franz Anton Pilgram baulich erweitert und eine dreiläufige barocke Prunkstiege mit langen Stufen von hartem, hellem Kaiserstein aus dem Kaisersteinbruch errichtet. 1752 bis 1774 erfolgte der Ausbau des Studentenhofes (3.) und des Hausverwalterhofes (6.). Die Bewohner mussten eine besondere Uniform tragen und erhielten eigene Kupfermünzen, die bei den im Komplex befindlichen Betrieben wie Bäckern oder Fleischern eingelöst werden konnten.
Am 28. Jänner 1783 besuchte Kaiser Joseph II. das Armenhaus. Er stellte fest, dass die riesige Anlage weniger der Notlinderung diente, sondern vielfach Leute beherbergte, die durch Protektion oder Schlamperei dorthin gelangt waren. Kurzentschlossen hob er die Anlage auf und ließ sie von seinem Leibarzt Joseph Quarin, dem späteren Direktor, zu einem allgemeinen Krankenhaus umplanen. Vorbild war das Hôtel-Dieu de Paris. Am 16. August 1784 erfolgte die Eröffnung. Der Widmungsspruch im Torbogen zur Alser Straße lautet „Saluti et solatio aegrorum“ (Zum Heil und zum Trost der Kranken). Er ist auch am Eingang des neuen Allgemeinen Krankenhauses (AKH) angebracht. Das Haus war nur für die Krankenversorgung zuständig, die übrigen Aufgaben der Hospitäler wurden abgetrennt. Angeschlossen an das Krankenhaus war der Narrenturm und das Wiener Gebär- und Findelhaus (bis 1788 nur Gebärhaus). Diesem Umstand verdankt die Alserkirche das größte Matrikenarchiv Europas mit eigenen Matriken für diese Stationen. Entgegen dem Wunsch Josephs II. wurden eigene Listen für die Väter unehelicher Kinder angelegt. Der Narrenturm war der erste Spezialbau zur Unterbringung von „Geisteskranken“ und bot 200 bis 250 Patienten Platz. Wegen seiner eigentümlichen Form wird er von den Wienern auch als „Gugelhupf“ bezeichnet. Heute ist er Sitz des Pathologisch-anatomischen Bundesmuseums Wien.
Nach Auflösung des benachbarten Friedhofes kamen 1834 unter Kaiser Franz I. der 8. und 9. Hof hinzu. Im Hof 10 an der Spitalgasse befindet sich das 1862 unter Carl von Rokitansky eröffnete Pathologisch-anatomische Institut, das bis 1991 diesem Zweck diente. Am Giebel befindet sich die Inschrift „Indagandis sedibus et causis morborum“ (Der Erforschung des Sitzes und der Ursachen der Erkrankungen). Seit dem Jahr 2000 ist darin das Zentrum für Hirnforschung untergebracht. Zu Neuorganisationen kam es 1865, als die Gebär- und die Irrenanstalt in die Verwaltung des Kronlandes Niederösterreich kamen, und 1922 aus Anlass der Schaffung des Bundeslandes Wien. 1903 wurde vom Architekten Max Fleischer im Hof 6 ein Betpavillon errichtet, finanziert durch Spendengelder der Kultusgemeinde. In der Reichspogromnacht 1938 wurde er schwer verwüstet, nach dem Krieg als Trafostation zweckentfremdet und nach einer Neugestaltung 2005 als Denk-Mal Marpe LaNefesch (Heilung für die Seele) wiedereröffnet. In den 1930er Jahren wurde das ehemalige militärische Prosekturgebäude des Garnisonspitals in der Sensengasse 2 zum Institut für Gerichtliche Medizin, dem heutigen Department für Gerichtsmedizin (DGM), umgewandelt und in den 1950er Jahren baulich erweitert. In den 1950er Jahren wurden aus Platzgründen und in den Höfen Baracken errichtet, die beim Campusumbau, ebenso wie die zahlreichen Zubauten an die Ursprungsgebäude, wieder entfernt wurden.
Im selben Häuserblock  befindet sich das ehemalige Garnisonsspital I mit seinem bemerkenswerten ehemaligen Hörsaal. Zwischen 1933 und 1967 beherbergte es die nun in den Schwesterntürmen befindliche Krankenpflegerschule; dort ist unter anderem die Universitätszahnklinik untergebracht. Gleich dahinter befindet sich an der Währinger Straße das Josephinum.
Vor allem im 19. Jahrhundert war das Wiener Allgemeine Krankenhaus als Zentrum der Wiener Medizinischen Schule einer der Mittelpunkte der medizinischen Forschung. So machte dort Ignaz Semmelweis seine Beobachtungen zur Hygiene an den beiden getrennten Geburtskliniken im 8. und 9. Hof, Karl Landsteiner entdeckte am AKH die Blutgruppen und erhielt dafür 1930 den Nobelpreis, Julius Wagner-Jauregg entwickelte die Malaria-Fiebertherapie bei progressiver Paralyse, einem bis dahin unheilbaren Spätstadium der Syphilis, und erhielt den Nobelpreis 1927. Der Neurobiologe Róbert Bárány (Nobelpreis 1914) und der Chirurg Theodor Billroth arbeiteten ebenso dort und in den neuen Kliniken.
Nachdem das Neue AKH schon in Planung war, verkündete Bürgermeister Franz Jonas zur 600-Jahr-Feier der Universität, dass man überlege, den im Besitz der Stadt stehenden Teil des nahegelegenen Areals der Universität zu schenken, was durch das Universitätsorganisationsgesetz 1975 rechtlich möglich wurde. 1986 wurde ein Aktionskomitee Altes AKH gegründet, das die Adaptierungsarbeiten in die Wege leiten sollte. Am 7. Dezember 1988 wurde schließlich der Notariatsakt von Bürgermeister Helmut Zilk und Rektor Wilhelm Holczabek unterzeichnet. Die Umnutzung des Geländes erfolgte nach einer Nutzbarkeitsanalyse aus dem Jahr 1988 und einem Leitprogramm aus dem Jahr 1992. Die Autoren der Umsetzung waren die Architekten Hugo Potyka, Friedrich Kurrent, Johannes Zeininger, Sepp Frank, Ernst Michael Kopper, die sich zur Arge Architekten Altes AKH zusammengeschlossen hatten. Baubeginn war 1993; 1998 wurde der Komplex seinen Nutzern übergeben. Auf dem Gelände befindet sich heute ein Teil des Campus der Universität Wien mit zahlreichen geisteswissenschaftlichen Instituten sowie mehrere Gastronomiebetriebe und kleinere Unternehmen im ersten Hof.
Koordinaten: 48° 13′ 0″ N, 16° 21′ 9″ O

## „Neue Kliniken“
Ende des 19. Jahrhunderts war klar, dass trotz großer Umgestaltungen und Modernisierungen ein zeitgemäßer Spitalsbetrieb im alten AKH nicht mehr gewährleistet werden konnte. So fand am 21. Juni 1904 durch Kaiser Franz Josef die Grundsteinlegung für die „Neuen Kliniken“ schräg vis-à-vis in der Spitalgasse 23 Ecke Lazarettgasse 14 statt. Bis 1911 wurde der erste Teil gebaut. Das Gesamtkonzept sah 20 große Pavillons vor, dessen Gesamtausbau jedoch durch die beiden Weltkriege verhindert wurde.
Zwischen den später errichteten Schwesterntürmen und dem neuen Haupthaus befinden sich noch die ehemalige I. Medizinische Universitätsklinik und ein weiterer Bau. Bei der Spitalgasse befinden sich die beiden am 21. Oktober 1908 eröffneten Frauenkliniken, die damals die größten und modernsten der Welt waren. Die beiden Ordninarii Friedrich Schauta und Rudolf Chrobak hatten die Jugendstilbauten, welche heute als klassische Beispiele secessionistischer Zweckarchitektur gelten, mitbestimmt. Es gab unter anderem durch die Aufzüge erreichbare Flachdächer, die Patienten und Personal zur Erholung nutzen konnten. Zwischen den beiden ehemaligen Frauenkliniken befindet sich die ehemalige Materialkanzlei mit angebauten Kapelle, einer von Steinpfeilern gestützte Säulenhalle mit Kreuzrippengewölbe und im ersten Obergeschoß ein glasüberdachter Innenhof. Damals bis etwa 1991 wurde dieser Teil „Neues AKH“ bzw. früher „Neues allgemeines k. k. Krankenhaus“ genannt.
In der Spitalgasse ist heute der Hauptteil der seit 2004 von der Universität Wien ausgegliederten Medizinischen Universität Wien untergebracht.
Koordinaten: 48° 13′ 11,6″ N, 16° 21′ 3,1″ O

## Neues AKH

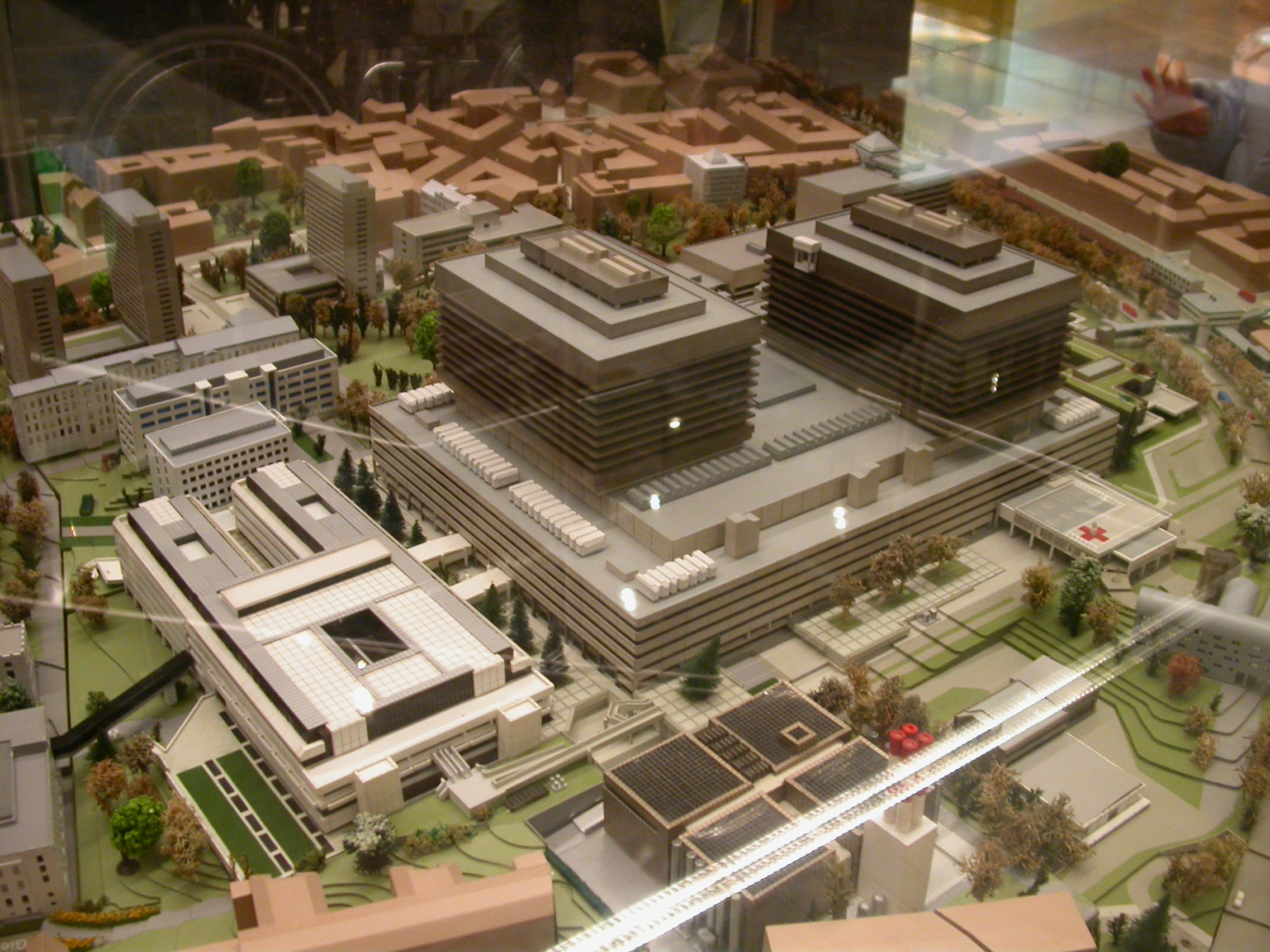
Modell des AKH

Sprach man früher kurz vom „Allgemeinen“, so begann sich mit dem Neubau langsam die Bezeichnung „AKH“ zu verbreiten, primär für die Neubauten, und wurde vor allem ab dem AKH-Skandal im Jahr 1980 immer mehr zur dominierenden Bezeichnung.
Von 1989 bis zu seiner Pensionierung im Jahr 2014 war Reinhard Krepler Ärztlicher Direktor des AKH, ihm folgte interimistisch Gabriela Kornek als Ärztliche Direktorin nach. Kreplers Nachfolger als Direktor der Teilunternehmung Allgemeines Krankenhaus des Wiener Gesundheitsverbundes ist Herwig Wetzlinger.

### Bauprozess
Mit der Zeit wurden die josephinischen Gebäude des Allgemeinen Krankenhauses unzweckgemäß, so dass 1957 beschlossen wurde, am Gelände der ehemaligen NÖ Landesirrenanstalt eine neue große Zentralklinik zu errichten. Der Bau des Neuen AKH im Alsergrund wurde im Sommer 1964 mit der Krankenpflegeschule inklusive Internat und Personalwohnheimen (3 „Schwesterntürme“) an der Lazarettgasse 14 begonnen. Ab 1968 folgte der zweite Bauabschnitt mit den Universitätskliniken für Kinderheilkunde, Psychiatrie, Neuropsychiatrie des Kindes- und Jugendalters, Tiefenpsychologie und Psychotherapie, und eines Kindertagesheimes am Gürtel („Kliniken am Südgarten“). Diese wurden 1974 und 1975 eröffnet. Die Planung oblag einer Architektengemeinschaft, der Wolfgang Bauer, Georg Köhler, Felix Kässens, Hannes Lintl, Georg Lippert, Alexander Marchart, Roland Moebius, Otto Mayr und Otto Nobis angehörten. 1970 wurde am Gürtel mit der Tiefgarage begonnen und 1974 mit dem Haupthaus. Dieses besteht aus dem Ambulanz- und OP-Bereich (48 OP-Säle) und zwei großen, insgesamt 22 Stockwerke hohen Bettentürmen. Der Zentralbau mit den Bettentürmen wurde 1994 offiziell eröffnet, aber bereits teilweise seit 1991 verwendet.

#### Baukostenüberschreitung
Die Gesamtbaukosten wurden 2004 auf etwa 45 Milliarden Schilling (heute ca. 3,3 Milliarden Euro) geschätzt – ursprünglich projektiert waren eine Milliarde Schilling (rund 73 Millionen Euro). Die Baukosten wurden von der Stadt Wien und dem Bund gemeinsam getragen. Die Kostenexplosion und eine damit verbundene Schmiergeldaffäre beim Bau des Neuen AKH führten zum AKH-Skandal, dem bislang größten österreichischen Bauskandal.

### Medizinische Daten und Einrichtungen
2021 wurden 61.016 stationäre und 515.687 ambulante Behandlungen durchgeführt, darunter 44.755 Operationen. Die durchschnittliche Verweildauer betrug 2022 bei stationären Aufnahmen sechs Tage. Das AKH verfügt 2023 über 1.706 Betten, von denen 130 Intensivpflegebetten sind. Es gibt Ein-, Zwei- und Dreibettzimmer.
Im Jahr 2022 waren 8.960 Personen am AKH beschäftigt, darunter 1.631 Ärzte und 2.678 Pflegefachkräfte. Das AKH ist in 29 Universitätskliniken, 35 klinische Abteilungen, zwei klinische Institute, 397 Ambulanzen – davon 55 allgemeine und 342 Spezialambulanzen –, 75 Normalpflegestationen, 16 Intermediate-Care-Stationen und 15 Intensivpflegestationen unterteilt. Es verfügt über 48 Operationssäle und elf weitere Eingriffsräume.

### Nicht-Medizinsche Einrichtungen
Das AKH ist mit der U-Bahn-Station Michelbeuern-AKH an das öffentliche Verkehrsnetz angeschlossen.
Der Haupteingang zum AKH führt durch das Eingangs- und Verwaltungsgebäude und befindet sich auf Ebene 5. Grundlage der Orientierung ist ein Farbsystem, wobei das Hauptgangsystem blau markiert ist. Die Hauptgänge führen dabei in Ost-West-Richtung und sind als sogenanntes H-Gang-System angeordnet. Die medizinischen Abteilungen sind orange markiert, gelbe Türen markieren den Weg zu den Fluchtstiegen. Daneben existieren für die beiden Bettenhäuser eigene Farben. Das östlich gelegene Bettenhaus ist einschließlich der Aufzugtüren der entsprechenden Liftanlagen rot, das westliche Bettenhaus grün, markiert.
Um zu verhindern, dass stationär aufgenommene Kinder im schulpflichtigen Alter bei längerem Spitalsaufenthalt zu viel Unterrichtszeit versäumen, besteht am AKH eine Außenstelle der Wiener Heilstättenschule.
Für die religiösen und seelischen Bedürfnisse der Patienten sind verschiedene Einrichtungen vorhanden. Katholische, orthodoxe, evangelische (A.B. und H.B.) und koptische Christen erhalten ebenso wie Muslime, Juden und Buddhisten durch die AKH Seelsorge, eine Plattform der ökumenischen und interreligiösen Zusammenarbeit, seelische Betreuung. Für die Kranken jüdischen Glaubens ist ein Betraum in Ebene 5 zwischen den beiden Türmen des Neubaus eingerichtet, für den das Oberrabbinat der Israelitischen Kultusgemeinde Wien zuständig ist.

### Lehre und Forschung
Rund 8.000 Studenten sind an der Medizinischen Universität Wien immatrikuliert. Es werden Diplom-, Master-, Doktorats- und Postgraduelle Studiengänge angeboten.